# La Roche-sur-Yon
La Roche-sur-Yon är en kommun i departementet Vendée i regionen Pays de la Loire i västra Frankrike. La Roche-sur-Yon är det franska departementet Vendées residensstad. Staden grundades den 25 maj 1804 av Napoleon där det redan låg en by med samma namn. Under den Bourbonska restaurationen var namnet Bourbon-Vendée. År 2022 hade La Roche-sur-Yon 54 699 invånare. Hela storstadsområdet hade 109 454 invånare 2007, på en yta av 789,1 km².

## Befolkningsutveckling
Antalet invånare i kommunen La Roche-sur-Yon
| Referens: INSEE |